# Malkolm IV av Skottland
Malkolm IV av Skottland (engelska: Malcolm, gaeliska: Máel Coluim mac Eanric), född omkring 1141, död 9 december 1165, var kung av Skottland, sonsons son till Malkolm III.
Malkolm efterträdde 1153 sin farfar, David I. I krönikorna benämns han Malcolm Virgin, den oskuldsfulle. Det kan ha avsett att syfta på att han var ogift, eller att han skulle ha varit naiv i sitt styre.
Malkolm hade att bekämpa många uppror i olika delar av riket och nödgades 1157 till Henrik II av England återlämna Northumberland och Cumberland, som lämnats i län åt David under tronstriden mellan Henrik II:s moder Matilda och Stefan av Blois. Malkolm avled 24 år gammal och efterträddes av sin bror, Vilhelm Lejonet.